# 日本囲碁大系
『日本囲碁大系』（にほんいごたいけい）は、筑摩書房から1975年から1977年に刊行された、本因坊道策、本因坊秀策ら、囲碁の古典棋士たちの打碁全集。総編集は林裕。1992年に再刊されている。現代の棋士については現代囲碁大系が刊行されている。
筑摩書房からは、1978年から1980年にかけて日本将棋大系が刊行されている。

## 内容
カッコ内の氏名は順に解説者・執筆者。
1. 算砂・道碩（岩本薫、山本有光）
2. 算悦・算知・道悦（趙治勲、秋本悦士）
3. 道策（呉清源、三堀将）
4. 道的・名人因碩（大平修三、広瀬保博）
5. 道知（坂田栄男、藤三男）
6. 察元・烈元・因淑 （加藤正夫、水口藤雄）
7. 親仙徳・大仙知（大竹英雄、酒巻忠雄）
8. 元丈（武宮正樹、竹田雅一）
9. 知得（島村俊廣, 本田順英）
10. 丈和（藤沢秀行, 相場一宏）
11. 幻庵因碩（橋本宇太郎、志智嘉九郎）
12. 元美・俊哲・仙得（梶原武雄、伊藤敬一）
13. 松和・雄蔵（橋本昌二、橋本篤慶）
14. 秀和（杉内雅男、小堀啓爾）
15. 秀策（石田芳夫、田村孝雄）
16. 秀甫（林海峰、井口昭夫）
17. 秀栄（高川格、村上明）
18. 秀哉（榊原章二、田中宏道）

　
（　）内は解説者、執筆者